# Facebuster

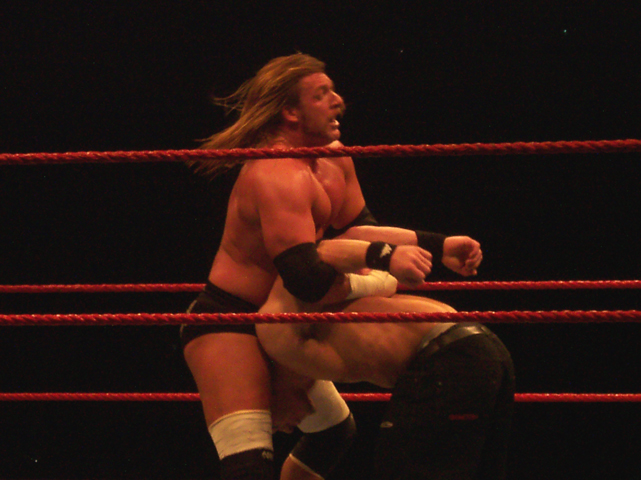
Triple H aplicando o Pedigree (Double underhook facebuster) em John Cena.

O facebuster, também conhecido como faceplant, é geralmente um takedown na luta livre profissional onde o lutador que ataca força seu/sua oponente a cair com o rosto no tablado, sem envolver uma chave de braço ou facelock. O facebuster padrão, também conhecido como jumping facebuster, envolve o lutador a agarrar a cabeça/cabelo do adversário obrigando-o a cair de joelhos, forçando seu rosto contra o tablado.

## Tipos

### Lifting double underhook facebuster
Essa versão do Double Underhook Facebuster é assim:o oponente agarra os dois braços do oponente e o levanta.Após isso,o usuário solta o oponente,com o usuário caindo em posição ajoelhada ou sentada e como o oponente caindo com o seu rosto no chão primeiramente.Usado por Triple H,que o chama de Pedigree e por Sthephanie McMahon sua esposa que o chama de Pedigree.

### Inverted double underhook facebuster
Um atacante está por trás de um adversário, agarrando ambos os braços do
oponente e dá um giro de 180 º para que o adversário está olhando agora para baixo,com a parte de trás situada sob a região lombar.Após isso o oponente desce lentamente e joga o rosto do oponente sobre o chão. Foi inventado por Tommy Rogers, se tronando popularizado por Christian, que o usa como movimento de finalização na WWE, chamando-o de Killswitch.

### Electric chair facebuster
O lutador coloca o adversário sentado sobre os ombros e o joga para frente batendo com força seu rosto no chão. É considerado uma das versões mais potentes dos facebusters.

### Fireman's carry facebuster
Nessa variação de facebuster, o lutador levanta um adversário em um fireman's carry em seus ombros, em seguida, joga as pernas do adversário para frente, enquanto ele cai em simultâneo para trás ou para a frente, fazendo com que o adversário caia com parte superior do corpo com a face voltada para o tablado. Este movimento foi popularizado por Brock Lesnar, que utiliza como golpe finalizador, chamando-o de F5.

### Reverse chokeslam facebuster
O lutador ergue o oponente como se fosse realizar o Chokeslam porém invés de joga-lo de costas, o joga de cara no chão.

### Kneeling facebuster
Muito parecido com o Double Underhook Facebuster,mas não se agarram os dois braços do oponente.

### Push-up Facebuster
Uma variação, onde um lutador coloca a cabeça do seu adversário entre suas pernas enquanto ele realiza uma série de flexões, fazendo com que o rosto do oponente seja batido no tablado inúmeras vezes. Muitas vezes, em vez de flexões retas, o lutador atacante apenas salta com as pernas para cima e para baixo para criar o efeito.

### Facewash
Com um adversário sentado contra o tensor inferior, um lutador correndo em seu lado acerta a sola de seu calçado contra rosto. Este movimento pode receber o nome de running front kick, running knee, running low-angle big boot, running low-angle single leg dropkick.

### Knee Facebreaker
O Knee Facebreaker é extremamente parecido com o Facebuster,mas em vez de colocar o rosto do oponente no chão,é colocado o joelho,fazendo com que este colida com o rosto do oponente.

### Double knee facebreaker
Esta Facebreaker envolve um lutador de ataque, que está em pé cara-a-cara com um oponente, ligando as duas mãos em volta da cabeça do adversário e, em seguida, pulando para trazer os joelhos até o rosto do adversário. O lutador então cai para trás, para o chão, forçando o adversário a cair para a frente e impacto dos joelhos expostos. Chris Jericho popularizou este golpe com o nome de Codebreaker.

### Facebreaker DDT
O wrestler aplica um front facelock(rosto do oponente por dentro de um dos braços do oponente) e depois cai para trás, muito parecido com um DDT normal, mas em vez de cabeça do adversário impactar o chão, o wrestler cai para uma posição sentada ou ajoelhada, jogando a face do adversário para seu joelho.

### Facebreaker knee smash
O movimento é uma Facebreaker padrão que envolve o lutador enfrentar um adversário e pegar ele ou ela pela cabeça e puxando o cabelo ou o rosto do oponente para baixo, soltando-o para o joelho do lutador. Frequentemente utilizado por um wrestler para atordoar o adversário para utilizar um outro movimento(às vezes um finisher).Triple H usa esse movimento.

### Inverted Stomp Facebreaker
O único Facebreaker em que não é usado o joelho.O usuário segura um dos punhos do oponente e bota seu pé na frente no rosto do oponente.Depois,o usuário vai para trás fazendo o pé do usuário causar um impacto no rosto do oponente.Golpe usado pela lutadora Gail Kim,além de outros.

### Belly-to-back inverted mat slam
De uma posição em que o adversário é dobrado para a frente contra a barriga do lutador, o lutador agarra em torno de sua barriga,o adversário é levantado para que o adversário seja mantido de cabeça para baixo, em frente na mesma direção que o lutador. O lutador então gancha ambos os braços do adversário com suas pernas, e depois cai para a frente jogando o corpo do adversário com o rosto primeiro no chão.O wrestler AJ Styles popularizou o golpe com o nome de Styles Clash.

### Full Nelson facebuster
Atrás do adversário, o lutador passa os seus braços pelos do inimigo, de forma que os seus(do lutador que realiza o golpe) encostem na nuca do outro, nessa posição o wrestler se joga para frente batendo o rosto do adversário no chão. Foi popularizado por Brian Lawler filho da grande lenda do wrestling, Jerry Lawler. Além de Brian Lawler, Chris Jericho também tinha esse golpe. The Miz usa essa versão do golpe batizando-a de Skull Crushing Finale. Há versões em que o lutador dá um salto, transformando-o em um Full-Nelson Bulldog, Jillian Hall usa o Full-Nelson Bulldog raramente, mas não muda muito.

### Complete Shot
Também  chamado de Reverse STO,o STO é um golpe em que o lutador dá um clothesline correndo e coloca o pé para o adversário tropeçar,mas no caso do Reverse STO,é completamente diferente.O lutador faz um arco no pescoço do oponente com suas mãos e se se joga para frente para fazer seu rosto bater no chão. Shelton Benjamin e R-Truth usam esse golpe,mas muitos outros lutadores usam esse golpes,com outras versões.
The Rock tem sua propria forma do Complete Shot, que é chamada de "The Rock Bottom"

### Lifting Complete Shot
Versão parecida com o Complete Shot,mas o oponente é levantado dando mais impacto.Usado por Carlito.

### Leaping Complete Shot
Versão também bem parecida com o Complete Shot normal,mas o usuário dá um salto e realiza o Complete Shot.Usado por Shelton Benjamin.

### Sitout Facebuster
Um Facebuster normal,onde o usuário segura a cabeça do oponente e se dá um salto,se jogando para baixo e caindo sentado com o rosto do oponente no chão.A única verdadeira diferença é que o usuário cai sentado(daí o nome Sitout Facebuster).Pode ser usado com contra-golpe de um Powerbomb, como Billy Kidman faz,com o nome de Kid Factor.

### Diving Facebuster
Um Facebuster feito de uma altura elevada,na maioria das vezes de cima do córner,com o usuário podendo cair sentado ou ajoelhado.O Mug Shot,do lutador JTG,é um exemplo. Outro exemplo é o golpe Extreme Makeover da Diva Melina.

### Gory Bomb
Inventado por Chavo Guerrero,o usuário põe o adversário num Gory Special(levanta-o de forma que fiquem costa-a-costa) e joga o oponente para trás batendo o barriga e o rosto no chão.

### Forward Russian legsweep
O lutador fica ao lado de seu oponente segurando o seu braço mais próximo enquanto que segura em seus cabelos com a outra mão, puxando o adverversário para trás e em seguida coloca sua perna na frente das do adversário, empurrando-as ao mesmo tempo que empurra o rosto de seu oponente para frente, fazendo-o cair de rosto no tablado.
Esse movimento foi popularizado por Jeff Jarrett que começou a usá-lo durante o final da década de 90.

### Ropewalk Facebuster
O atacante sobe na Top Rope e então, realiza um salto, seguran o oponente em posição bulldog ou DDT.

### Springboard Facebuster
Há inúmeros jeitos de realizá-lo. O atacante ganha impulso na segunda corda, após ter vindo correndo,pula, e realiza o facebuster.

### Moonsalt Facebuster
O atacante segura  oponente pela nuca, de forma que fiquem de costas um para o outro, então, realiza um moonsalt por cima do oponente, derrubando-o com o rosto no chão. É uma técnica muito difícil, pois precisa de muito impulso no chão. Outra variação é sprngboard moonsalt facebuster, no qual o atacante realiza o moonsalt com impulso na primeira ou segunda corda.

### Running Facebuster
O atacante sai correndo, normalmente com impulso nas cordas, segura o oponente com as duas mãos na nuca, e realiza o face buster.

### Implanted Facebuster
O atacante joga o oponente nas cordas, e, então, segura-o horizontalmente, de forma q o oponente fique com rosto virado para baixo, arremesando-o. Antigamente, usdo por Edge.

### Shoulder facebuster
Também conhecido como hangman's facebuster, esse facebuster é executado quando um lutador atacante, que está de pé em uma posição back-to-back com um adversário, volta e puxar a cabeça do oponente sobre seu ombro antes de cair para a frente, torcendo a cabeça do adversário assim que ele cai com a face voltada para baixo. Este movimento é o golpe principal de Curtis Axel, que ele chama de Axehole.

### Powerbomb facebuster
O atacante segura o oponente em posição powerbomb, só que o arremessa para trás fazendo seu rosto colidir com o chão.